# Équipe d'Argentine de rugby à XV
Pour les articles homonymes, voir Puma (homonymie).
L'équipe d'Argentine de rugby à XV est l'équipe nationale qui représente l'Argentine dans les compétitions internationales majeures de rugby à XV, la Coupe du monde de rugby à XV, le Rugby championship et les test-matchs. Elle est sous le patronage de l'Unión Argentina de Rugby (UAR).
En Argentine, le rugby ne dispose pas de ligue professionnelle. C'est un sport mineur et amateur, qui fait partie de la culture des étudiants et de la classe moyenne voire bourgeoise. Pourtant, l'équipe d'Argentine est considérée comme l’une des meilleures sélections nationales au monde pour ses performances réalisées depuis les années 2000. Au 19 octobre 2015, elle est quatrième au classement des équipes nationales de rugby. En particulier, plusieurs joueurs argentins des années 2000, comme Felipe Contepomi, Juan Martín Hernández, Agustín Pichot, Ignacio Corleto, Mario Ledesma et Rodrigo Roncero sont reconnus parmi les meilleurs joueurs à leurs postes dans le rugby à XV.
L'équipe argentine, aussi appelée les « Pumas », est la meilleure équipe d'Amérique. Elle participe tous les quatre ans à la coupe du monde de rugby, dont elle termine troisième en 2007 et quatrième en 2015 et 2023
Avant 2012, les Pumas ne participaient pas à des compétitions internationales annuelles telles que le Tournoi des Six Nations et le Tri-nations. Mais ils effectuaient des tournées régulières depuis deux décennies pour se confronter aux meilleures équipes européennes et de l'hémisphère sud. Le 30 novembre 2007, à la suite de la troisième place obtenue par l'équipe d'Argentine en coupe du monde, et au vu de ses performances régulières au plus haut niveau, un forum de l'International Rugby Board dresse un plan de route en vue de son incorporation dans le Tri-nations à un horizon de quatre ans.
En mars 2010, un accord est  trouvé : l'IRB accepte de financer l'entrée de l'Argentine dans le tournoi à hauteur de 2 millions de dollars. Il ne reste plus qu'à trouver un accord avec les différents clubs européens pour libérer les joueurs argentins lors du tournoi. Le 8 novembre 2011, les Pumas sont officiellement intégrés à l'ancien Tri-Nations, qui devient The Rugby Championship. Ils affrontent donc chaque année depuis 2012 l'Australie, l'Afrique du Sud et la Nouvelle-Zélande dans le cadre de cette compétition. Le 14 novembre 2020 à Sydney, dans le cadre du Tri-nations 2020, les Pumas battent les All Blacks pour la première fois de leur histoire.
Les Argentins jouent en maillot rayé horizontalement bleu ciel et blanc avec un jaguar sur le cœur. Le jaguar a été confondu avec un puma par des journalistes sud-africains durant un test-match des Argentins en Afrique du Sud. Avec le temps l'appellation Pumas est devenue légendaire.

## Histoire

### Les premières années

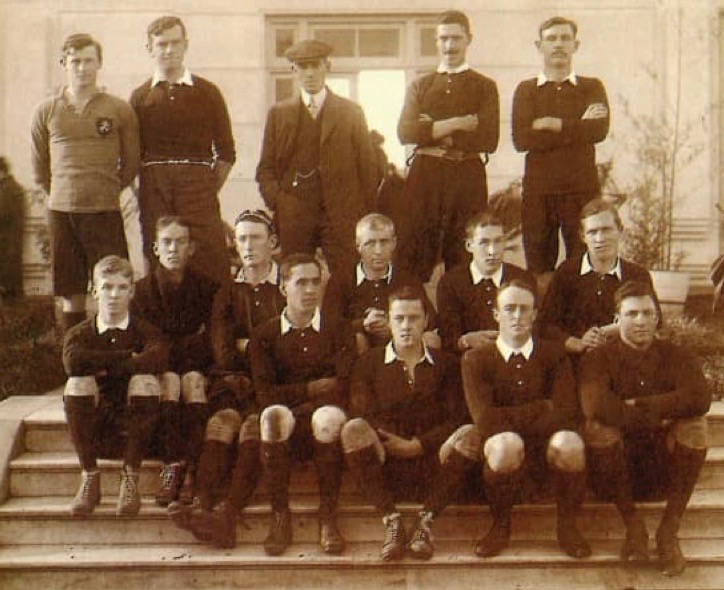
Premier équipement, 1910.

Le rugby est introduit en Argentine par des immigrés britanniques. La première rencontre jouée en Argentine a lieu en 1873. En 1899 quatre clubs de Buenos Aires, la capitale, fusionnent pour former le River Plate Rugby Football Union, l'une des plus vieilles fédérations de rugby au monde. Celle-ci deviendra plus tard l'Unión Argentina de Rugby (UAR) qui deviendra membre de l'International Rugby Board (IRB) après avoir été invité à participer à la première Coupe du monde de rugby en 1987.
En 1910, une équipe gérée par l'université d'Oxford réalise une tournée, contre laquelle l'équipe nationale argentine joue son premier match, qu'elle perd 3 à 28.
En 1927, les Lions britanniques et irlandais font une tournée en Argentine et gagnent toutes les rencontres sur les 9 jouées, dont 4 avec plus de trente points d'écart. Cependant, cet événement est un succès financier.
En 1932, l'équipe junior d'Afrique du Sud joue deux rencontres contre les Pumas, qu'elle remporte.
En 1936, les Lions britanniques et irlandais reviennent mais battent à nouveau les Argentins. Le mois suivant, les Pumas quittent leur pays pour jouer leur première rencontre à l'étranger. En l'occurrence, ils affrontent l'équipe du Chili et gagnent leur premier match 20 à 0, ainsi que le deuxième. Deux ans plus tard, l'Argentine reçoit le Chili et les Pumas gagnent à nouveau.

### Une équipe en progression

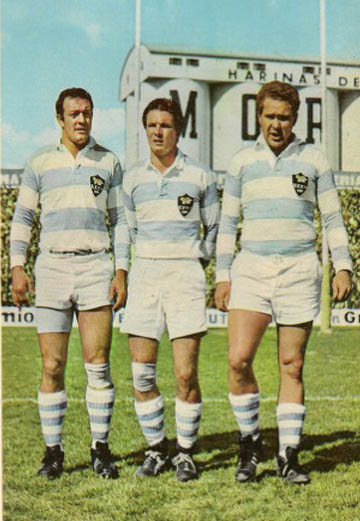
García Yáñez, Handley, Foster (1970).

Dans les années 1940, l'Argentine accueille une sélection composée par les universités d'Oxford et de Cambridge, qu'elle vainc lors des deux matchs les opposant. L'équipe de France joue une série de deux rencontres contre la sélection nationale argentine en août et septembre 1949 et gagne contre les Pumas 5-0 et 12-3.
Les années 1950 débutent avec deux victoires contre l'Uruguay et le Brésil à Buenos Aires, chacune avec un écart supérieur à 60 points. Puis arrive une victoire contre le Chili 13 à 3. En août 1952, les Pumas rencontrent l'Irlande et font match nul (3-3) lors de la première rencontre avant de perdre la seconde 0 à 6. L'équipe de France fait une nouvelle tournée en 1954 et remporte les deux rencontres avec un score sévère : 8-22 et 3-30.
En 1956, l'équipe nationale reçoit à nouveau une sélection d'Oxford et Cambridge, mais perd les deux rencontres. Les victoires 4-0 face au Pérou puis 50 à 3 contre l'Uruguay sont suivies par une défaite face au Chili et, en 1959, par deux autres face à l'équipe junior d'Afrique du Sud (6 à 4 et 6 à 20).
En 1960, la  France revient à Buenos Aires et gagne les trois matchs (3-37, 3-12 et 6-29). Cet échec est cependant suivi de plusieurs réussites qui ont lieu en 1964 : une victoire sur le Chili à Montevideo, une autre sur le Brésil avec 60 points d'écart, puis encore une face à l'Uruguay. Enfin, en 1965 les Pumas battent l'équipe Junior de l'Afrique du Sud par 11 points à 6. Plusieurs rencontres internationales de déroulant dans la seconde moitié des années 1960 montrent l'accroissement du niveau du rugby argentin : en 1968, la sélection nationale argentine gagne l'un des deux test-match contre le pays de Galles 9 à 5 et obtient un match nul 9-9 lors du second. Lors de la tournée de l'Écosse en 1969, les Argentins remportent d'abord une victoire 20 à 3, mais s'inclinent ensuite avec un score serré (3-6).
Entre 1980 et 1984, une formation appelée Jaguars d'Amérique du Sud, composée principalement d'Argentins, joue 8 rencontres contre l'Afrique du Sud qu'elle ne réussit à vaincre qu'une fois, le 3 avril 1982 à Bloemfontein (Afrique du Sud).
Le 2 novembre 1985, c'est la consécration : la Nouvelle-Zélande ne parvient pas à s'imposer à Buenos Aires et la rencontre se termine par un match nul (21-21). Autre exploit : en novembre 1987, les Argentins réussissent à battre l'équipe d'Australie 27 à 19 à Buenos Aires, après avoir obtenu un premier match nul face aux Wallabies le mois précédent (19 à 19).
Ainsi, de la fin des années 1970 au début des années 1990, l'Argentine ne perd jamais tous ses matchs lors des tournées se déroulant à Buenos Aires, signe d'un progrès notable de la qualité de l'équipe nationale.

### 1987-2003: une période difficile
C'est pourquoi les Argentins abordent la  première coupe du monde de rugby qui se déroule en 1987 avec confiance. Mais l'ambition d'arriver en quart de finale échoue à cause d'une défaite face aux Fidji.
Le départ de joueurs expérimentés et le départ de certains autres pour des ligues professionnelles portent un sérieux coup à l'équipe nationale. Aussi l'Argentine se montre-t-elle décevante lors des coupes du monde 1991 (dernière de la poule C) et 1995 (dernière du groupe B).
La coupe du monde 1999 voit les Pumas sous-estimés parvenir en quart de finale après une victoire 28 à 24 face à l'Irlande. Cependant, ils butent contre les Français 28 à 47.
L'équipe nationale ne parviendra pas à réitérer cette performance lors de la coupe du monde 2003, à la suite d'une défaite en poule 15 à 16 face à l'Irlande. Toutefois, l'Argentine était désavantagée par le calendrier, ayant joué ses quatre rencontres en deux semaines, contre trois pour l'Irlande.

### 2004-2011: au niveau des meilleurs

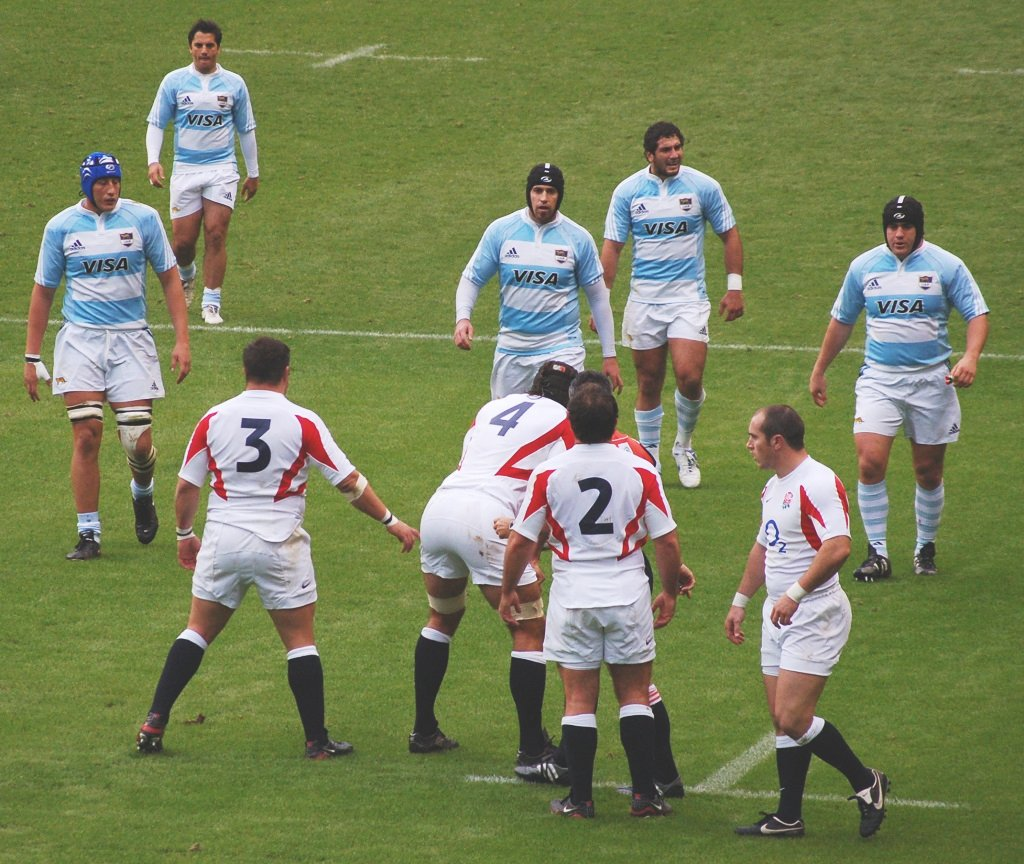
Match Angleterre-Argentine du 12 novembre 2006.

Depuis, l'équipe est capable de rivaliser avec les dix plus grandes nations.
En juin 2004, elle gagne l'un des deux test-matchs l'opposant au pays de Galles, puis s'impose face à l'équipe de France en novembre de la même année à Marseille (14 à 24). Lors de cette même tournée, elle perd 21 à 19 face à l'Irlande, à la suite d'un drop de dernière minute. Le 4 décembre 2004, c'est une défaite prévisible d'une équipe privée de ses 10 meilleurs joueurs retournés jouer en Europe, face aux Springboks (39-7).

Leur montée en puissance se confirme le 23 mai 2005. Invités à disputer un match contre les Lions au Millennium Stadium de Cardiff, ils obtiennent le nul après une égalisation de Jonny Wilkinson sur une pénalité accordée au bout de huit minutes d'arrêt de jeu. Et pourtant, cette équipe d'Argentine était privée de 25 de ses meilleurs joueurs en raison des championnats nationaux.
À l'issue de ce match, l'Argentine a demandé d'intégrer le Tournoi des Six Nations, étant prête à disputer l'ensemble de ses matchs à l'extérieur. En novembre 2005 les Sud-Africains jouent en Argentine face à une équipe jouant cette fois avec ses joueurs européens. Les Pumas font face mais s'inclinent 34 à 23. La semaine suivante, ils s'imposent face à l'Écosse 23 à 19, puis le 19 novembre de la même année, face à l'Italie à Gênes (22 à 39).
En juin 2006, l'Argentine reçoit l'équipe du pays de Galles, composée de joueurs de second choix, et s'impose 27 à 25 puis 45 à 27, face à cette équipe inexpérimentée et manquant de discipline. Puis, face aux All Blacks, les Pumas perdent 25 à 19. Le 1er juillet 2006, lors de la phase de qualification pour la coupe du monde 2007 les Argentins s'imposent 60 à 13 face au Chili. Ils s'imposent ensuite face à l'Uruguay 26 à 0 le 8 juillet 2006 et se qualifient donc pour la compétition mondiale (poule D). En novembre de la même année, ils font une tournée en Europe. Ils remportent leur première victoire face à l'Angleterre championne du monde en titre 25 à 18 à Twickenham, le 11 novembre 2006 (18-25), grâce notamment à 22 points de son ouvreur, Federico Todeschini (Montpellier Hérault Rugby Club). Ils battent ensuite l'Italie 16 à 23 et ne perdent que d'un point face à une équipe de France atone en seconde période (27 à 26).

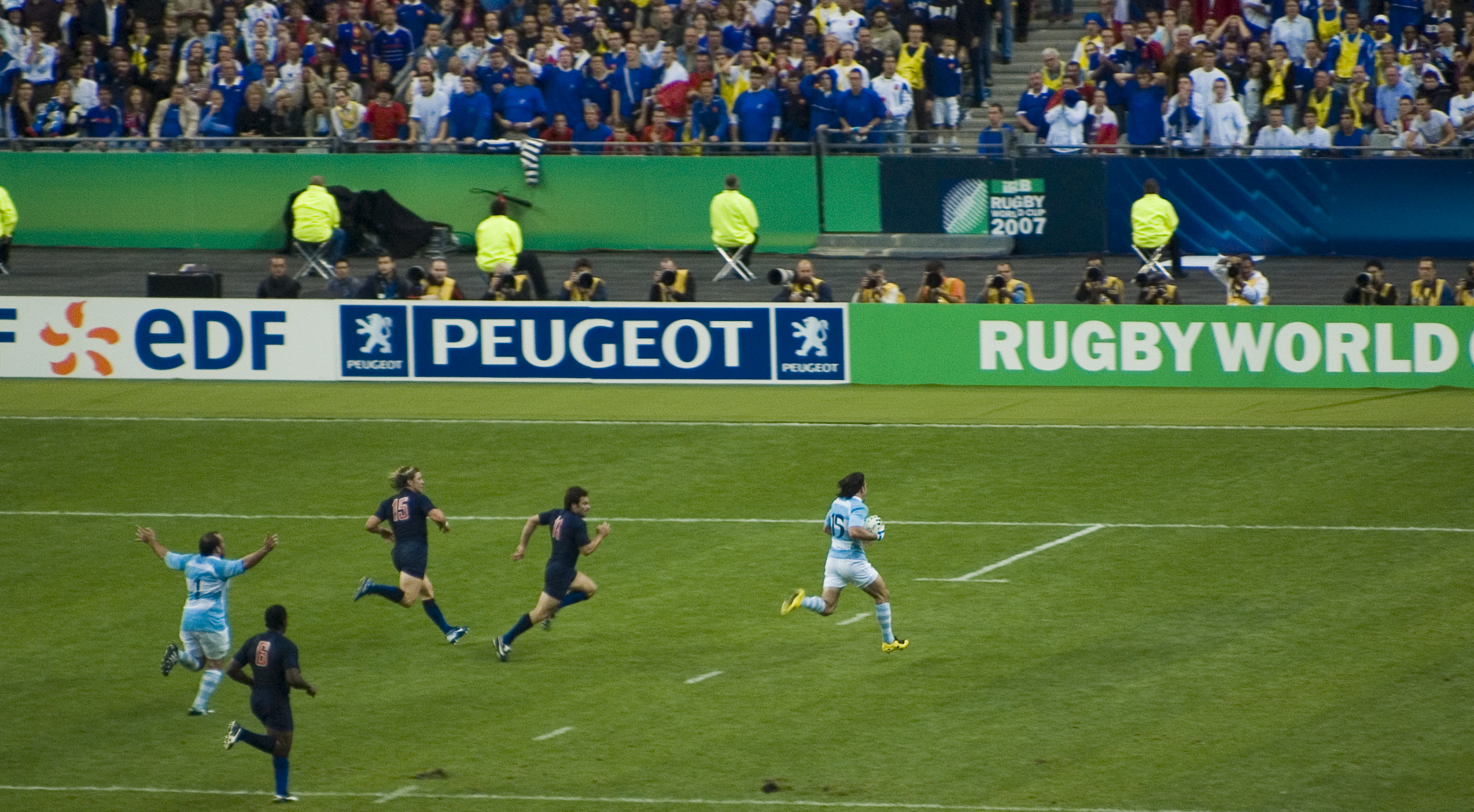
Ignacio Corleto va marquer l'essai de l'Argentine contre la France, lors de la Coupe du monde 2007.

Le 7 septembre 2007, ils battent la France lors du match d'ouverture de la Coupe du monde 2007 (12-17), confirmant leur statut de "bête noire" des bleus (5 victoires en 6 précédentes confrontations depuis 2002). Ils battent par la suite la Géorgie, l'Irlande et la Namibie pour finir 1er de la poule D. Ils remportent la victoire contre l'Écosse en quarts de finale. Ils seront défaits par l'Afrique du Sud en demi-finale, avant de vaincre encore une fois l'équipe de France lors de la petite finale (34 à 10). Lors de cette coupe du monde, l'Argentine signe le plus grand exploit de son histoire.
Pendant la période 2006-2007, l'équipe d'Argentine dispute 19 matchs et remporte 15 victoires, soit 79 % de réussite. Les deux grandes nations de l'hémisphère sud (Springboks, All Blacks) sont encore inaccessibles. L'Argentine est capable de l'emporter contre n'importe quelle nation européenne : l'Irlande (3 fois), la France, le pays de Galles, l'Italie (par deux fois), l'Angleterre et l'Écosse.
En 2009, l'Argentine perd 37-15 face à l'Angleterre, puis remporte le match retour 24 à 22. Contre cette même équipe, ils échouent 16 à 9, avant de remporter leur dernier match de l'année face à l'Écosse, 6-9.
En 2010, les Argentins entament leurs tests de manière catastrophique, perdant à deux reprises face à l'Écosse, 16-24 puis 9-12. Ils se rattrapent ensuite face à la France (41-13) et l'Italie (16-22). Face à l'Équipe de France, ils perdent 15-9, puis terminent leur tournée de la pire des manières en échouant 29-9 face à l'Irlande. L'année suivante, pour la préparation à la Coupe du monde, les argentins ne disputent qu'un seul match, face au pays de Galles. Ils perdent 28-13 au Millenium Stadium de Cardiff.
Participant de la coupe du monde 2011, l'Argentine avec l'Angleterre et l'Écosse créent la "poule de mort" accompagnés de la Géorgie et de la Roumanie. L'Argentine perd contre l'Angleterre (9-13) pour le 1er match puis se défait ensuite péniblement de l'Écosse (13-12), de la Roumanie (43-8) et de la Géorgie (25-7) pour accéder en 1/4 de finale. Les Pumas se font éliminer  par les All Blacks, futurs vainqueurs de la compétition, sur le score de 33-10 en 1/4 de finale.

### Depuis 2012 et l'intégration au Tri-Nations
L'Argentine dispute en juin 2012 deux test-matchs face à la France. Elle gagne le premier (23-20) avant de perdre assez largement sur le score de 49 à 10.
L'Argentine accède ensuite au Tri-Nations qui devient donc par la même occasion le Rugby Championship. Dans la première édition, les Argentins perdent leur premier match face à l'Afrique du Sud (27-6) puis font match nul lors de la deuxième journée à Mendoza (16-16). Ils échouent ensuite en Nouvelle-Zélande (21-5) avant de perdre de peu face à l'Australie (23-19). S'ensuit un match à sens unique contre la Nouvelle-Zélande à domicile (15-54) et une courte défaite face à l'Australie (25-19). Ils terminent la compétition à la dernière place avec 4 points sans avoir démérité.
Lors des tests automnaux dans l'hémisphère nord, ils remportent leur match contre le pays de Galles (12-26) mais perdent contre une équipe de France sur une bonne dynamique (39-22) avant de s'incliner devant l'Irlande (46-24).
Lors de leur seconde participation au Rugby Championship, les Pumas argentins perdent tous leurs matchs et encaissent notamment deux cinglantes défaites en Afrique du Sud en match d'ouverture (13-73) et à domicile contre les Wallabies australiens (17-54) lors du dernier match, terminant la compétition avec seulement deux points. Lors des tests d'été et d'automne 2013, ils perdent trois fois largement contre l'Angleterre (3-32, 26-51 et 12-31) ainsi que contre le pays de Galles (6-40), pour une seule victoire contre la Géorgie (29-18).
Durant l'année 2014, l'Argentine remporte son premier succès en Rugby Championship lors de la dernière journée en s'imposant face aux Wallabies sur le score de 21 à 17, mais concède la défaite lors des cinq autres rencontres. Elle s'incline également face à l'Irlande, par deux fois, et l'Écosse en juin, puis de nouveau face à cet adversaire en novembre, avant de remporter ses deux derniers matchs de l'année, face à l'Italie et la France.
Lors de l'édition 2015 du Rugby Championship, réduite à trois journées, elle remporte le premier test de son histoire face aux Springboks.
Les Pumas disputent la phase finale de la Coupe du monde de rugby à XV 2015, où ils livrent une performance impressionnante. Lors des matchs de la poule C, ils font trembler la Nouvelle-Zélande, qu'ils mènent la mi-temps avant de s'incliner sur le score honorable de 26 à 16, puis dominent très largement leurs trois autres adversaires : la Géorgie (54-9), les Tonga (45-16) et la Namibie (64-19). Deuxièmes de leur poule derrière les All Blacks, ils se qualifient pour les quarts de finale où ils rencontrent l'Irlande, contre laquelle ils remportent un succès historique (43-20), menant au score dès la quatrième minute puis tout au long du match en inscrivant 4 essais. Ils doivent toutefois s'incliner face aux Australiens en demi-finale (15-29) et terminent quatrièmes de cette coupe du monde après avoir perdu le match pour la troisième place contre l'Afrique du Sud (13-24). Le demi d'ouverture des Pumas Nicolas Sanchez est le meilleur réalisateur de la compétition avec 97 points marqués.

### Depuis 2015
Handicapée par le départ à la retraite de certains cadres ou leur départ dans l'hémisphère nord après la Coupe du Monde 2015, l'Argentine enregistre des résultats décevants avec seulement 4 victoires (contre la France, le Japon, l'Afrique du Sud et l'Italie) pour 13 défaites, dont certaines nettes (tel le 0 - 27 encaissé à Tucuman lors du deuxième test-match contre la France de juin 2016). Ce recul argentin est symbolisé par le Rugby Championship 2017, tournoi auquel l'Argentine finira dernière avec six défaites et sans le moindre point au compteur, une première depuis son intégration en 2012 (l'Argentine perdit également tous ses matchs en 2013, mais obtint alors deux points de bonus défensifs).Après un Tri-nations 2020 marqué par l'absence de l'Afrique du Sud et la victoire historique des Pumas contre les All Blacks néo-zélandais, les Pumas argentins ont réalisé un Rugby Championship 2021 catastrophique avec six défaites et zéro points marqués au compteur.
En 2022, les Pumas s'imposent pour la première fois de leur histoire sur le terrain des All Blacks à Christchurch (18-25) lors du Rugby Championship, dominent également l'Australie (48-17), puis en novembre lors des tests d'automne, enregistrent une victoire à Twickenham en battant l'Angleterre 30-29

### Palmarès
- Deuxième de la Coupe latine en 1995 et 1997 (tournois contre les équipes européennes de Roumanie, d'Italie et de France)
- 34 victoires dans le Championnat d'Amérique du Sud

| Édition | Bilan              | Article détaillé                 |
| ------- | ------------------ | -------------------------------- |
| 1987    | poule du 1er tour  | Argentine en Coupe du monde 1987 |
| 1991    | poule du 1er tour  | Argentine en Coupe du monde 1991 |
| 1995    | poule du 1er tour  | Argentine en Coupe du monde 1995 |
| 1999    | quart-de-finaliste | Argentine en Coupe du monde 1999 |
| 2003    | poule du 1er tour  | Argentine en Coupe du monde 2003 |
| 2007    | 3e place           | Argentine en Coupe du monde 2007 |
| 2011    | quart-de-finaliste | Argentine en Coupe du monde 2011 |
| 2015    | 4e place           | Argentine en Coupe du monde 2015 |
| 2019    | poule du 1er tour  | Argentine en Coupe du monde 2019 |
| 2023    | 4e place           | Argentine en Coupe du monde 2023 |

## Tenue, emblème du XV argentin

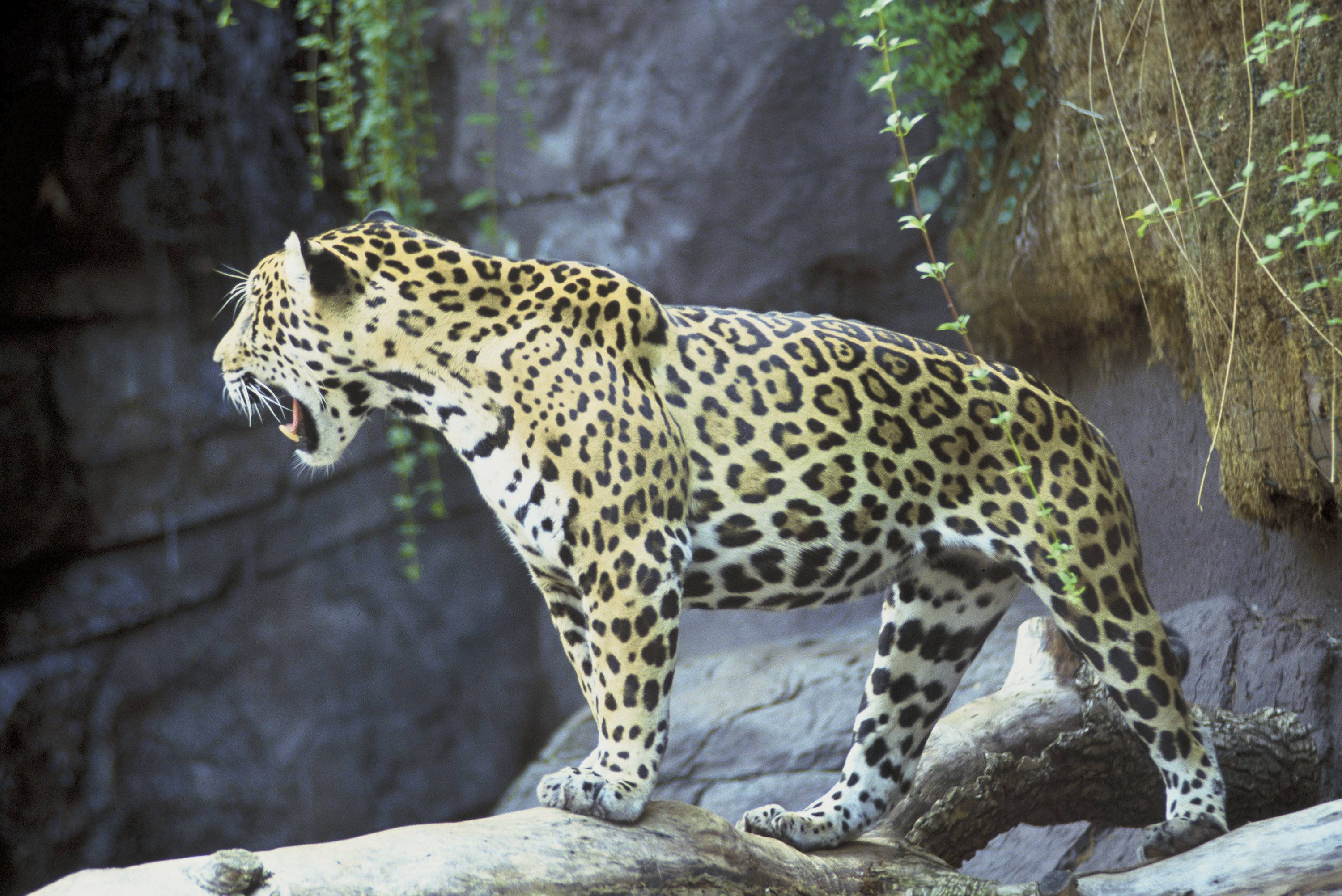
Le jaguar confondu avec le puma.

Les Argentins jouent avec un maillot rayé horizontalement avec alternance de lignes de couleur blanc et bleu ciel. Les joueurs portent le logo de l'équipementier sur le côté droit. Le maillot est actuellement fabriqué par la société Nike. Les joueurs ont également un maillot alternatif de couleur bleu foncé qu'ils utilisent rarement.
L'emblème de l'équipe argentine est dans le coin supérieur gauche du maillot. À partir de juin 2014, et en marge du changement d'identité visuelle de la Fédération quelques mois plus tôt, le maillot arbore une déclinaison du jaguar dédiée à l'équipe plutôt que le blason de la fédération,. En 2023, la Fédération simplifie son logo afin de pouvoir mettre l'accent sur chacune de ses sélections nationales en leur dédiant pour chacune une identité visuelle spécifique ; à cette occasion, le jaguar historique est remplacé par un puma, en accord avec le surnom officiel de l'équipe.

Évolution du logo de l'équipe nationale
Logo de la fédération, utilisé jusqu'à l'instauration d'un logo spécifique en 2013.
Logo de 2013 à 2023.
Logo instauré en 2023.

Les Argentins sont surnommés Pumas en référence au jaguar, confondu avec le puma. Il est généralement admis que le surnom des Pumas est dû à une erreur d'un journaliste lors d'une tournée de l'Afrique du Sud. Cherchant un surnom comme les All Blacks, les Wallabies ou les Springboks, l'un des reporters a confondu un puma avec un jaguar sur l'écusson de l'UAR. Même si le jaguar est toujours le symbole, ce surnom (Pumas) a été adopté par tous, Argentins compris.
Le jaguar est un mammifère carnivore, apparenté au léopard, faisant partie de la famille des félidés (comme le puma). Son habitat naturel se trouve sur le continent américain et s'étend du nord du Mexique jusqu'en Amérique du Sud (Argentine), en passant par l'Amérique centrale et une grande partie de l'Amazonie. Le puma ou couguar, quant à lui, est également un mammifère carnivore félidé, présent sur tout le continent américain, hormis dans le Grand Nord, dans l'Est des États-Unis et en Uruguay. On retrouve donc les deux grands félins (jaguar et puma) sur le territoire argentin.

## Composition du XV argentin

### L'équipe actuelle
Le 4 août, l'Argentine a nommé une équipe de 34 joueurs pour les premiers tours du The Rugby Championship 2025

#### Avants
| Nom                       | Naissance                | Sélections (Pts marqués) | Club                  | Année de 1re sélection |
| Talonneurs                | Talonneurs               | Talonneurs               | Talonneurs            | Talonneurs             |
| ------------------------- | ------------------------ | ------------------------ | --------------------- | ---------------------- |
| Bautista Bernasconi (en)  | 14 septembre 2001        | 3 (0)                    | Benetton Trévise      | 2025                   |
| Julián Montoya            | 29 octobre 1993          | 110 (70)                 | Leicester Tigers      | 2014                   |
| Ignacio Ruiz              | 3 juillet 2001           | 19 (15)                  | USA Perpignan         | 2022                   |
| Piliers                   |                          |                          |                       |                        |
| Nahuel Tetaz Chaparro     | 11 juin 1989             | 79 (10)                  | Benetton Trévise      | 2010                   |
| Francisco Coria Marchetti | 7 octobre 2000           | 4 (0)                    | CA Brive              | 2024                   |
| Pedro Delgado             | 1er septembre 1997       | 5 (0)                    | Dogos XV              | 2024                   |
| Joel Sclavi               | 25 juin 1994             | 29 (20)                  | Stade rochelais       | 2022                   |
| Mayco Vivas               | 2 juin 1998              | 33 (0)                   | Oyonnax rugby         | 2019                   |
| Boris Wenger              | 1 Juillet 2002 (23 ans)  | 1 (0)                    | Dogos XV              | 2025                   |
| Deuxièmes lignes          |                          |                          |                       |                        |
| Franco Molina             | 28 août 1997             | 14 (5)                   | Exeter Chiefs         | 2024                   |
| Pedro Rubiolo             | 12 décembre 2002         | 25 (5)                   | Bristol Bears         | 2022                   |
| Lucas Paulos              | 9 janvier 1998           | 17 (0)                   | Aviron bayonnais      | 2020                   |
| Guido Petti Pagadizábal   | 17 novembre 1994         | 90 (20)                  | Union Bordeaux Bègles | 2014                   |
| Troisièmes lignes aile    |                          |                          |                       |                        |
| Nicolás D’Amorim          | 22 Octobre 2000 (24 ans) | 1 (0)                    | Pampas                | 2025                   |
| Juan Martín González      | 14 novembre 2000         | 44 (55)                  | Saracens              | 2021                   |
| Santiago Grondona         | 25 juillet 1998          | 22 (0)                   | Bristol Bears         | 2020                   |
| Marcos Kremer             | 30 juillet 1997          | 74 (15)                  | ASM Clermont          | 2016                   |
| Pablo Matera              | 18 juillet 1993          | 113 (60)                 | Mie Honda Heat        | 2013                   |
| Troisièmes lignes centre  |                          |                          |                       |                        |
| Joaquín Oviedo            | 17 juillet 2001          | 15 (20)                  | USA Perpignan         | 2021                   |

#### Arrières
| Nom                    | Naissance         | Sélections (Pts marqués) | Club              | Année de 1re sélection |
| Demis de mêlée         | Demis de mêlée    | Demis de mêlée           | Demis de mêlée    | Demis de mêlée         |
| ---------------------- | ----------------- | ------------------------ | ----------------- | ---------------------- |
| Simon Benitez Cruz     | 6 novembre 1999   | 5 (0)                    | Newcastle Falcons | 2025                   |
| Gonzalo García         | 5 mars 1999       | 13 (0)                   | Zebre Parma       | 2021                   |
| Agustín Moyano         | 12 juin 2001      | 2 (5)                    | Dogos XV          | 2025                   |
| Demis d'ouverture      |                   |                          |                   |                        |
| Tomás Albornoz         | 17 septembre 1997 | 19 (147)                 | Benetton Trévise  | 2020                   |
| Santiago Carreras      | 30 mars 1998      | 57 (107)                 | Bath Rugby        | 2019                   |
| Centres                |                   |                          |                   |                        |
| Lucio Cinti            | 23 février 2000   | 36 (15)                  | Saracens          | 2021                   |
| Santiago Chocobares    | 31 mai 1999       | 28 (5)                   | Stade toulousain  | 2020                   |
| Gerónimo Prisciantelli | 23 août 1999      | 0 (0)                    | Racing Métro 92   | -                      |
| Justo Piccardo         | 25 février 2002   | 6 (5)                    | Pampas            | 2024                   |
| Ailiers                |                   |                          |                   |                        |
| Mateo Carreras         | 17 décembre 1999  | 27 (65)                  | Aviron bayonnais  | 2021                   |
| Santiago Cordero       | 6 décembre 1993   | 57 (95)                  | Connacht          | 2014                   |
| Bautista Delguy        | 22 avril 1997     | 34 (35)                  | ASM Clermont      | 2019                   |
| Rodrigo Isgró          | 24 mars 1999      | 11 (15)                  | Harlequins        | 2023                   |
| Arrières               |                   |                          |                   |                        |
| Benjamín Elizalde      | 14 juin 2004      | 3 (0)                    | Bristol Bears     | 2025                   |
| Juan Cruz Mallía       | 11 septembre 1996 | 44 (40)                  | Stade toulousain  | 2018                   |

### Joueurs emblématiques

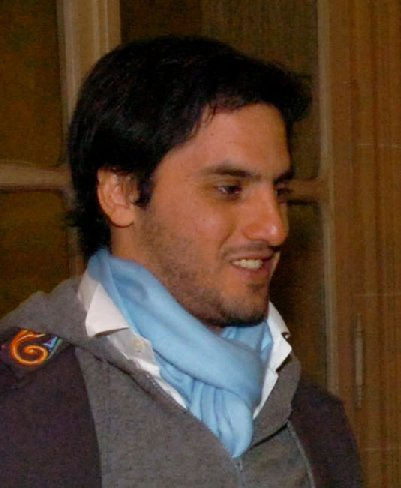
Agustín Pichot.

Tout au long de son histoire, l’équipe d’Argentine a compté un grand nombre de joueurs d’exception. Il n’est pas possible de les citer tous ici, on se reportera à Catégorie : Joueur argentin de rugby à XV pour en avoir une liste plus complète. La liste suivante est limitée à des joueurs qui ont au moins 60 sélections en équipe d'Argentine, plus quelques personnalités marquantes (capitaines des Pumas, membres du Temple international de la renommée du rugby, joueurs comptant moins de sélections mais ayant évolué à une époque où il y avait moins de matches internationaux). 
| - Horacio Agulla - Patricio Albacete - Diego Albanese - Matías Alemanno - Rimas Álvarez Kairelis - Lisandro Arbizu - Miguel Avramovic - Marcos Ayerza - Gonzalo Bertranou - Emiliano Boffelli - Lucas Borges - Francisco Bosch - Pablo Bouza - Eliseo Branca - Pablo Camerlinckx - Manuel Carizza - Nahuel Tetaz Chaparro - Felipe Contepomi | - Ignacio Corleto - Agustín Creevy - Tomás Cubelli - Diego Cuesta Silva - Diego Domínguez - Martín Durand - Ignacio Fernández Lobbe - Juan Martín Fernández Lobbe - Nicolas Fernández Miranda - Martín Gaitán - Diego Giannantonio - Roberto Grau - Eusebio Guiñazú - Omar Hasan - Juan Martín Hernández - Juan Imhoff - Marcos Kremer - Martín Landajo | - Tomás Lavanini - Mario Ledesma - Juan Manuel Leguizamón - Francisco Leonelli - German Llanes - Marcelo Loffreda - Gonzalo Longo - Federico Martín Aramburú - Rolando Martín - Pablo Matera - Federico Méndez - Julián Montoya - Matías Moroni - Patricio Noriega - Matías Orlando - Lucas Ostiglia - Guido Petti Pagadizábal - José María Núñez Piossek | - Santiago Phelan - Agustín Pichot - Hugo Porta - Gonzalo Quesada - Mauricio Reggiardo - Enrique Rodríguez - Rodrigo Roncero - Nicolás Sánchez - Martín Sansot - Federico Serra Mirás - Martín Scelzo - Martín Schusterman - Agustín Silveyra - Eduardo Simone - Hernán Senillosa - Pedro Sporleder - Federico Todeschini - Jerónimo de la Fuente |  |

### Entraîneurs récents
| Entraîneur               | Période d’activité |
| ------------------------ | ------------------ |
| Edmundo Stanfield        | 1932               |
| Luis Cilley              | 1936               |
| Carlos Huntley-Robertson | 1936               |
| Edmundo Stanfield        | 1936               |
| Juan C. Wells            | 1954               |
| Dermot Cavanagh          | 1956               |
| Horacio Savino           | 1956               |
| Jorge Merelle            | 1959               |
| Robert Galarga           | 1960               |
| Saturnino Racimo         | 1960               |
| Izak van Heerden         | 1965               |
| Ángel Guastella          | 1965-1973          |
| Carlos Villegas          | 1974               |
| Eduardo Poggi            | 1975               |
| Carlos Villegas          | 1976-1977          |
| Ángel Guastella          | 1978               |
| Aitor Otaño              | 1978-1980          |
| Rodolfo O'Reilly         | 1980-1983          |
| Héctor Silva             | 1983-1987          |
| Rodolfo O'Reilly         | 1987-1990          |
| Luis Gradín              | 1990-1993          |
| Héctor Méndez            | 1993-1994          |
| Alejandro Petra          | 1994-1995          |
| Alex Wyllie              | 1995               |
| Héctor Méndez            | 1995               |
| Alex Wyllie              | 1995-1999          |
| Marcelo Loffreda         | 2000-2007          |
| Santiago Phelan          | 2008-2013          |
| Daniel Hourcade          | 2013-2018          |
| Mario Ledesma            | 2018-2022          |
| Michael Cheika           | 2022-2023          |
| Felipe Contepomi         | depuis 2023        |

Marcelo Loffreda, international puma de 1979 à 1994 avec le légendaire Hugo Porta, dirige l'Argentine de 2000 à 2007 et avec elle, il remporte des succès significatifs contre l'Écosse, la France, le pays de Galles, l'Irlande. Les Pumas menacent même la Nouvelle-Zélande et l'Afrique du Sud. Enfin, l'Argentine réussit un premier exploit retentissant en s'imposant pour la première fois de son histoire à Twickenham, sur le terrain de l'Angleterre, championne du monde en titre, le 11 novembre 2006 (18-25). Il mène l'Argentine à la troisième place lors de la Coupe du monde de rugby 2007 aux dépens de la France qui perd deux fois contre elle (en poule et lors de la petite finale), de l'Écosse (en quart de finale) et de l'Irlande (en phase de groupe).
De 2008 à 2013, le sélectionneur argentin est Santiago Phelan, international argentin de 1997 à 2003. Il mène les Pumas en quart de finale de la Coupe du monde 2011, puis lors des deux premières participations au Rugby Championship. Lors de la première édition, en 2012, les Pumas obtiennent un match nul face aux Springboks. Son adjoint chargé de l'entraînement des arrières est Fabián Turnes. Ils démissionnent de leur poste en octobre 2013.
D'octobre 2013 à juin 2018, le sélectionneur est Daniel Hourcade. Celui-ci connaît un premier succès important en remportant la première victoire de la sélection argentine en Rugby Championship lors de l'édition 2014 face à l'Australie. Lors de l'édition suivante, son équipe remporte un deuxième succès, le premier de son histoire face aux Springboks. Il mène les Pumas en demi-finale de la coupe du monde 2015. Il démissionne à l'issue de la tournée de test-matchs en juin 2018.
Le 1er août 2018, Mario Ledesma, sélectionné à 84 reprises en tant que joueur de 1996 à 2011, est nommé sélectionneur à son tour.

## Statistiques

### Statistiques sur les matchs
Le tableau suivant dresse le bilan des matchs contre tous les adversaires de l'équipe d'Argentine, il est mis à jour au 14 juillet 2019.
| Adversaires              | Matches | Victoires | Nuls | Défaites | % victoires |
| ------------------------ | ------- | --------- | ---- | -------- | ----------- |
| Afrique du Sud           | 28      | 3         | 1    | 24       | 10,71%      |
| Angleterre               | 24      | 4         | 1    | 19       | 16,67%      |
| Australie                | 31      | 6         | 1    | 24       | 19,35%      |
| Barbarians               | 1       | 0         | 0    | 1        | 0,00%       |
| Brésil                   | 13      | 13        | 0    | 0        | 100,00%     |
| Canada                   | 9       | 6         | 0    | 3        | 66,67%      |
| Chili                    | 31      | 31        | 0    | 0        | 100,00%     |
| Écosse                   | 18      | 9         | 0    | 9        | 50,00%      |
| Espagne                  | 4       | 4         | 0    | 0        | 100,00%     |
| États-Unis               | 9       | 9         | 0    | 0        | 100,00%     |
| Fidji                    | 4       | 3         | 0    | 1        | 75,00%      |
| France                   | 51      | 14        | 1    | 36       | 27,45%      |
| Géorgie                  | 5       | 5         | 0    | 0        | 100,00%     |
| Irlande                  | 18      | 6         | 0    | 12       | 33,33%      |
| Italie                   | 23      | 16        | 1    | 6        | 69,57%      |
| Japon                    | 6       | 5         | 0    | 1        | 83,33%      |
| Lions                    | 7       | 0         | 1    | 6        | 0,00%       |
| Namibie                  | 3       | 3         | 0    | 0        | 100,00%     |
| Nouvelle-Zélande         | 28      | 1         | 1    | 27       | 0,00%       |
| Paraguay                 | 17      | 17        | 0    | 0        | 100,00%     |
| Pays de Galles           | 18      | 5         | 0    | 13       | 27,78%      |
| Pérou                    | 1       | 1         | 0    | 0        | 100,00%     |
| XV Mondial               | 3       | 3         | 0    | 0        | 100,00%     |
| Roumanie                 | 8       | 8         | 0    | 0        | 100,00%     |
| Samoa                    | 4       | 1         | 0    | 3        | 25,00%      |
| Tonga                    | 1       | 1         | 0    | 0        | 100,00%     |
| Venezuela                | 1       | 1         | 0    | 0        | 100,00%     |
| Uruguay                  | 34      | 34        | 0    | 0        | 100,00%     |
| Total des 28 adversaires | 400     | 208       | 7    | 185      | 52,06%      |

Les confrontations officielles contre les grandes nations datent seulement des années 1980.
L'équipe d'Argentine est largement dominée par les deux équipes majeures du rugby à XV (Afrique du Sud, Nouvelle-Zélande). Elle présente un bilan négatif par rapport à d'autres grandes nations du rugby à XV (Angleterre, Australie, France, pays de Galles). Elle fait jeu égal avec l'Irlande et elle domine l'Écosse et l'Italie.
Elle a depuis toujours rencontré fréquemment les autres nations rugbystiques d'Amérique qui sont nettement moins fortes qu'elle.

### Statistiques concernant les joueurs

#### Record de sélections
Récapitulatif des records de sélections pour l'équipe d'Argentine de rugby à XV. Un classement par nombre de sélections ne dépend pas que de la qualité du joueur mais aussi du nombre de rencontres internationales. Depuis la naissance de la Coupe du monde en 1987 et la périodicité semestrielle depuis des tournées, leur influence sur ce classement est important et doit être notée.
En gras les joueurs encore en activité.
| Rang | Joueur                 | Activité  | Sélections |
| ---- | ---------------------- | --------- | ---------- |
| 1    | Agustín Creevy         | 2005-2024 | 110        |
| 2    | Pablo Matera           | 2013-     | 109        |
| 3    | Julián Montoya         | 2014-     | 105        |
| 4    | Nicolás Sánchez        | 2010-2023 | 104        |
| 5    | Matías Alemanno        | 2014-     | 98         |
| 6    | Tomás Cubelli          | 2010-2023 | 93         |
| 7    | Tomás Lavanini         | 2013-     | 91         |
| 8    | Matias Moroni          | 2014-     | 89         |
| 9    | Juan Manuel Leguizamón | 2005-2019 | 87         |
| 9    | Felipe Contepomi       | 1998-2013 | 87         |
| 9    | Guido Petti            | 2014-     | 87         |

#### Marqueurs d'essais
| Rang | Joueur                   | Activité  | Essais |
| ---- | ------------------------ | --------- | ------ |
| 1    | José María Núñez Piossek | 2001-2008 | 29     |
| 2    | Diego Cuesta Silva       | 1983-1995 | 28     |
| 3    | Gustavo Jorge            | 1989-1994 | 24     |
| 4    | Facundo Soler            | 1996-2002 | 18     |
| 4    | Rolando Martín           | 1994-2003 | 18     |
| 6    | Juan Imhoff              | 2010-2023 | 17     |
| 6    | Tomás Cubelli            | 2010-2023 | 17     |
| 6    | Santiago Cordero         | -         | 17     |
| 9    | Nicolás Sánchez          | 2010-2023 | 15     |

#### Points
| Rang | Joueur            | Activité  | Points |
| ---- | ----------------- | --------- | ------ |
| 1    | Nicolás Sánchez   | 2010-2023 | 902    |
| 2    | Felipe Contepomi  | 1998-2013 | 651    |
| 3    | Hugo Porta        | 1971-1990 | 590    |
| 4    | Gonzalo Quesada   | 1996-2003 | 486    |
| 5    | Santiago Mesón    | 1987-1997 | 365    |
| 6    | Emiliano Boffelli | 2017-     | 340    |

## Anecdote
Ernesto Guevara, joueur amateur de rugby plus connu sous le surnom de Che Guevara, a joué quelque temps en première division au San Isidro Club avant d'arrêter à cause de son asthme; il était en passe d'être sélectionné en équipe nationale argentine de rugby.